# 岩渕宣昌
岩渕宣昌（いわぶち のぶまさ、1945年（昭和20年） - ）は、日本の実業家。ミサワホーム北海道株式会社代表取締役元会長・執行役員。ミサワホームイング北海道NA株式会社取締役。ミサワホームイング北海道株式会社取締役

## 経歴
- 北海道留萌市出身[1]
- 1970年（昭和45年）北海学園大学経済学部卒業後、ミサワホーム北海道入社
- ミサワホーム北海道常務取締役
- 1994年（平成6年）4月株式会社ミサワホーム旭川代表取締役専務
- 1995年（平成7年）6月ミサワホーム北海道専務取締役旭川支店長
- 1996年（平成8年）4月同社専務取締役本店長兼旭川支店長
- 1998年（平成10年）同社専務取締役本店長を経て、同年、同社代表取締役社長に就任し、ミサワホームイング北海道株式会社代表取締役社長にも就任
- 不況による建築受注の激減により経営が不振に陥る
- 2004年（平成16年）12月株式会社産業再生機構より支援決定
- 2006年（平成18年）3月株式会社産業再生機構よる支援終了
- 2007年（平成19年）6月ミサワホームイング北海道代表取締役社長・執行役員。同年9月ミサワホームイング北海道NA取締役
- 2008年（平成20年）6月ミサワホーム北海道代表取締役会長執行役員・ミサワホームイング北海道取締役
- 2010年（平成22年）6月ミサワホーム北海道特別顧問[2]